# Бандинелли, Роберто
Роберто Бандинелли (итал. Roberto Bandinelli; конец XVI века?, Флоренция — 1651, Вена) — итальянский купец, внук известного скульптора и художника Баччо Бандинелли. Польский почтмейстер начала XVII века и организатор первой почты во Львове. Родом из Флоренции.

## Биография

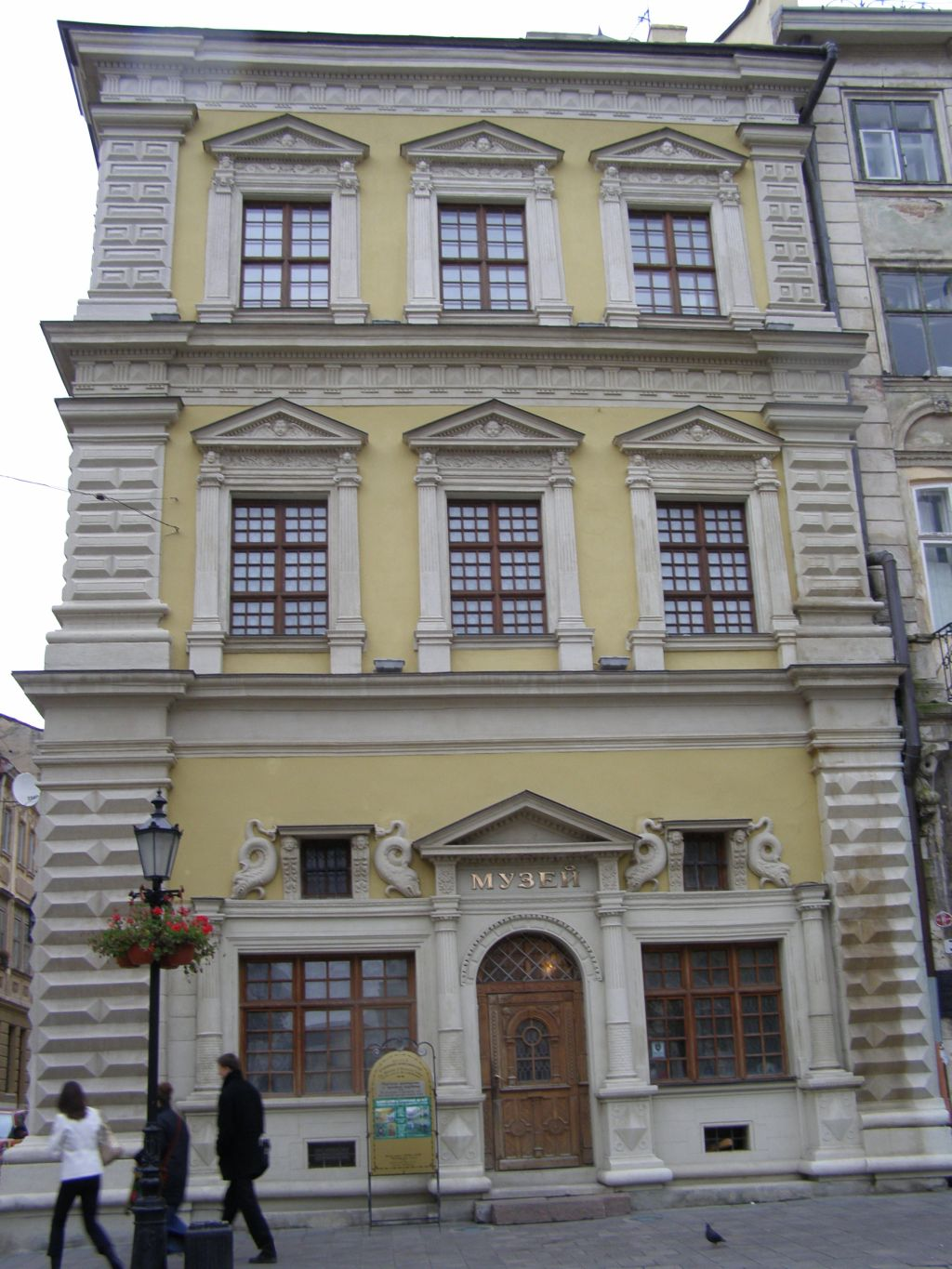
Палаццо Бандинелли, где расположен Музей почты Львова

В 1617 году уроженец Флоренции, купец Роберто Бандинелли приехал в Королевство Польское и поселился в Кракове. Около 1622 года он появился во Львове, где продолжил свой торговый бизнес, выгодно женился, стал мещанином (гражданином города Львова), а позднее, в 1630 году, купил большой дом на центральной площади города — Рынке.
Согласно декрету польского короля Сигизмунда III в 1629 году Роберто Бандинелли был принят в королевские придворные и получил привилегии на создание королевской почты во Львове для доставки сообщений в города Италии и другие страны.
В это же время воевода русский и краковский, князь Станислав Любомирский совместно с великим коронным гетманом Речи Посполитой Станиславом Конецпольским издали универсал, которым брали под свою опеку и протекцию почту. Обозначив важность почтового дела и огромную в нём потребность общества и страны, они ходатайствовали перед королём об оказании помощи Бандинелли.
По договоренности с городским магистратом Роберто Бандинелли составил план создания почты, который назывался «Ordinatio Postale» и был занесен в городские документы 12 мая 1629 года. Этим планом предусматривалась организация почтовых сообщений из Львова в Люблин, Варшаву, Торунь, Гданьск, а также в другие страны и обратно. Этим документом Роберто Бандинелли назначался почтмейстером Львова.

## Палаццо Бандинелли
Дворец, в котором Роберто Бандинелли жил, одновременно служил и почтой. Сегодня это здание расположено на углу площади Рынок и улице Ставропигийской во Львове и является одним из самых замечательных строений архитектуры Ренессанса в центральной части старинного города.
Созданная во Львове Роберто Бандинелли почта является первым почтовым учреждением на территории нынешней Украины. В связи с этим в бывшем дворце Бандинелли в настоящее время организован и действует львовский Музей почты.

## Ссылка
- Bandinelli Palace (англ.). All galleries. Western Ukraine. A trip to Lviv 2009. Jola Dziubinska; PBase.com LLC. Дата обращения: 4 марта 2011. Архивировано 12 мая 2012 года.
- 6 things about The Bandinelli Palace in Lviv (англ.). Blog. Ukrainian Guide; GeoPlaces. Дата обращения: 4 марта 2011. Архивировано 12 мая 2012 года.